# Нин Хао
Нин Хао (кит. упр. 宁浩, пиньинь: Níng Hào) (9 сентября 1977, Тайюань, Шаньси, Китай) — китайский кинорежиссёр, сценарист, окончил факультет искусств Пекинского педагогического университета и факультет кинематографии Пекинской киноакадемии.

## Карьера
С самого детства Нин Хао любил изобразительные искусства, которые он изучал в начальной и средней школе, а затем начал изучать фотографию. После окончания школы он был направлен в танцевальную труппу в городе Тайюань. Позже поступил на факультет искусств Пекинского педагогического университета, где изучал режиссуру. В 2001 году получил премию за лучшую режиссуру на студенческом кинофестивале в Пекине за свой фильм «Четверг, среда».
В 2003 году Нин Хао сам финансировал, писал сценарий и режиссировал фильм «Благовония», снятый в родном городе Тайюань. Фильм был награжден золотой медалью на международном кинофестивале FILMeX в Токио, а также был удостоен премии за лучший фильм Гонконгским центром искусств. В том же году режиссер окончил Пекинскую киноакадемию по специальности кинематограф.
В 2005 году был выпущен детский фильм «Монгольский пинг-понг», который был номинирован на самый популярный фильм года на 8-м Шанхайском международном кинофестивале.
В 2006 году был снят комедийный фильм «Безумный камень», который получил премию «Золотая лошадь» на Тайбэйском кинофестивале за лучший оригинальный сценарий, и вошел в топ-100 Величайших фильмов на китайском языке.
В 2009 году был выпущен комедийный фильм «Безумный гонщик», который был номинирован на премию «Золотая лошадь» в категории лучший филь.
13 сентября 2019 года в семи городах Китая состоялось первое в мире мероприятие по запуску 5G в прямом эфире, посвященное выпуску фильма «Я и моя Родина». В ноябре этого же года фильм был номинирован на премию «Золотой экран» в номинации лучшая режиссура.

## Личная жизнь
Нин Хао родился в обычной семье в провинции Шанси, его отец был сталеваром, который надеялся, что сын пойдет по его стопам, однако Нин Хао сбежал из дома.
Во время учебы в университете Нин Хао подрабатывал торговцем на улице Ванфуцзин. Именно в это время он познакомился с девушкой по имени Син Айна, с которой после окончания учебы он вступил в брак, и в их семье появился сын.

## Фильмография
| Год  | Название на русском языке             | Название на китайском языке | Режиссер | Исполнительный продюсер |
| ---- | ------------------------------------- | --------------------------- | -------- | ----------------------- |
| 2019 | Я и моя родина                        | 我和我的祖国                | ѵ        |                         |
| 2019 | Безумный пришелец                     | 疯狂的外星人                | ѵ        |                         |
| 2019 | Получающий выгоду                     | 受益人                      |          | ѵ                       |
| 2018 | Умираю, как хочу жить                 | 我不是药神                  |          | ѵ                       |
| 2018 | Облачная вода                         | 云水                        |          | ѵ                       |
| 2017 | Братство клинков 2: Адское поле битвы | 绣春刀2: 修罗战场           |          | ѵ                       |
| 2016 | Мистер Ньен                           | 年兽大作战                  |          | ѵ                       |
| 2014 | Друзья по несчастью                   | 心花路放                    | ѵ        |                         |
| 2013 | Ничья земля                           | 无人区                      | ѵ        | ѵ                       |
| 2012 | Пистолеты и розы                      | 黄金大劫案                  | ѵ        | ѵ                       |
| 2012 | Смертельный заложник                  | 边境风云                    |          | ѵ                       |
| 2009 | Безумный гонщик                       | 疯狂的赛车                  | ѵ        |                         |
| 2008 | Семь желаний                          | 七宗梦                      | ѵ        |                         |
| 2007 | Мир чудес                             | 奇迹世界                    | ѵ        |                         |
| 2006 | Безумный камень                       | 疯狂的石头                  | ѵ        |                         |
| 2004 | Монгольский пинг-понг                 | 绿草地                      | ѵ        |                         |
| 2003 | Благовония                            | 香火                        | ѵ        |                         |
| 2001 | Четвер, Среда                         | 星期四，星期三              |          |                         |